# NGC 5831
NGC 5831 је елиптична галаксија у сазвежђу Девица која се налази на NGC листи објеката дубоког неба.
Деклинација објекта је + 1° 13' 12" а ректасцензија 15h 4m 6,8s. Привидна величина (магнитуда) објекта NGC 5831 износи 11,5 а фотографска магнитуда 12,5. Налази се на удаљености од 28,133 милиона парсека од Сунца. NGC 5831 је још познат и под ознакама UGC 9678, MCG 0-38-20, CGCG 20-54, PGC 53770.